# 대한민국 민법 제359조
대한민국 민법 제359조는 과실에 대한 효력에 대한 민법총칙 조문이다.

## 조문
제359조(과실에 대한 효력) 저당권의 효력은 저당부동산에 대한 압류가 있은 후에 저당권설정자가 그 부동산으로부터 수취한 과실 또는 수취할 수 있는 과실에 미친다. 그러나 저당권자가 그 부동산에 대한 소유권, 지상권 또는 전세권을 취득한 제3자에 대하여는 압류한 사실을 통지한 후가 아니면 이로써 대항하지 못한다.

第167條(消滅時效의 遡及效) 消滅時效는 그 起算日에 遡及하여 效力이 생긴다.

Article 167(Retroactive Effect of Statute of Limitations) The statute of limitations takes effect retroactively to when the clock first ran.

## 판례

### 법정과실 포함
- 민법 제359조 전문은 “저당권의 효력은 저당부동산에 대한 압류가 있은 후에 저당권설정자가 그 부동산으로부터 수취한 과실 또는 수취할 수 있는 과실에 미친다.”라고 규정하고 있는데, 위 규정상 ‘과실’에는 천연과실뿐만 아니라 법정과실도 포함되므로, 저당부동산에 대한 압류가 있으면 압류 이후의 저당권설정자의 저당부동산에 관한 차임채권 등에도 저당권의 효력이 미친다[1]

## 참고 문헌
- 오현수, 일본민법, 진원사, 2014. ISBN 978-89-6346-345-2
- 오세경, 대법전, 법전출판사, 2014 ISBN 978-89-262-1027-7
- 이준현, LOGOS 민법 조문판례집, 미래가치, 2015. ISBN 979-1-155-02086-9
- 김형석. "과실에 미치는 저당권의 효력 - 저당권의 성질에 대한 재고를 겸하여 -." 법조 65.6 (2016): 57-113.

## 같이 보기
- 천연과실
- 법정과실

1. ↑  대판 2016.7.27. 2015다230020